# Клайв Грейнджър
Сър Клайв Уилям Джон Грейнджър (4 септември 1934 – 27 май 2009) е британски икономист, който е преподавал във Великобритания в Нотингамския университет и в САЩ в Калифорнийския университет в Сан Диего. През 2003 г. Грейнджър е награден с Нобелова награда за икономика, като признание за откритията, които той и другият Нобелов лауреат за същата година, Робърт Енгъл, правят в анализа на серия от данни, с което променят фундаментално начина, по който икономистите анализират финансови и макроикономически данни.

## Публикации
- Granger, C. W. J. The typical spectral shape of an economic variable //  Econometrica 34 (1).   1966. DOI:10.2307/1909859. с. 150–161.
- Granger, C. W. J. Investigating causal relations by econometric models and cross-spectral methods //  Econometrica 37 (3).   1969. DOI:10.2307/1912791. с. 424–438.
- The combination of forecasts //  Journal of the Operational Research Society 20 (4).   1969. DOI:10.1057/jors.1969.103. с. 451–468.
- Spectral Analysis of Economic Time Series.   Princeton, NJ, Princeton University Press, 1964. ISBN 978-0-691-04177-3.
- Morgenstern, Oskar, Granger, Clive W. J. Predictability of stock market prices.   Lexington, Massachusetts, Lexington Books (D. C. Heath and Company), 1970. с. xxiii+303.
- An introduction to long-memory time series models and fractional differencing //  Journal of Time Series Analysis 1.   1980. DOI:10.1111/j.1467-9892.1980.tb00297.x. с. 15–30.
- Spurious regressions in econometrics //  Journal of Econometrics 2 (2).   1974. DOI:10.1016/0304-4076(74)90034-7. с. 111–120.
- Forecasting Economic Time Series.   Academic Press, 1977.
- Engle, Robert F. и др. Co-Integration and Error Correction: Representation, Estimation, and Testing //  Econometrica 55 (2).   1987. DOI:10.2307/1913236. с. 251–276.